# جینو میدر
جینو میدر (انگلیسی: Gino Mäder؛ زادهٔ ۴ ژانویهٔ ۱۹۹۷ – درگذشتهٔ ۱۶ ژوئن ۲۰۲۳) دوچرخه‌سوار اهل سوئیس بود.
از باشگاه‌هایی که در آن بازی کرده‌است می‌توان به تیم دایمنشن دیتا و تیم دوچرخه‌سواری بحرین–مریدا اشاره کرد.